# (33799) Myra
(33799) Myra est un astéroïde de la ceinture principale.

## Description
(33799) Myra est un astéroïde de la ceinture principale. Il fut découvert le 19 octobre 1999 à Fountain Hills (Arizona) par Charles W. Juels. Il présente une orbite caractérisée par un demi-grand axe de 2,63 UA, une excentricité de 0,23 et une inclinaison de 7,2° par rapport à l'écliptique.

## Compléments